# Me without you
"Me Without You"—en español: "Yo sin ti"— es una canción del segundo álbum de estudio Guilty Pleasure de la actriz y cantante estadounidense Ashley Tisdale. 

## Información de la canción
La canción ocupa el lugar número doce en la lista de pistas del álbum. La canción no es un sencillo ni una canción promocional pero ha sido utilizada en varias oportunidades en programas de televisión en Chile, el día 27 de septiembre de 2009, la canción hizo su primera aparición en un programa de ese país, el reality show 1910 de Canal 13.

## Ritmo
La canción producida por Toby Gad, conocido por sus trabajos con Beyoncé y The Veronicas, posee un tono suave perteneciente a la balada y género romántico en su melodía.